# Fodor Zoltán (birkózó)
Fodor Zoltán (Budapest, 1985. július 29. –) a Ferencvárosi TC olimpiai ezüstérmes birkózója.

## Életpályája
2007-ben vett részt először világversenyen, ekkor az Azerbajdzsánban megrendezett birkózótornán a 8. helyen végzett. Az ugyanebben az évben megrendezett Európa-bajnokságon pedig a 16. helyet szerezte meg.
A 2008-as olimpián meglepetésre többek között a világbajnok, háromszoros Európa-bajnok, többszörös világkupagyőztes török Nazmi Avluca legyőzésével döntőbe került. Szoros küzdelemben az olasz Andrea Minguzzi az utolsó fél percben véghez vitt akciójának köszönhetően legyőzte, így Fodor ezüstérmet szerzett.
A 2011-es világbajnokságon keresztszalag-szakadása miatt nem indult. 2013 januárjában sorozatos sérülései miatt bejelentette visszavonulását.

## Díjai, elismerései
- Az év magyar birkózója (2008)
- A Magyar Köztársasági Érdemrend lovagkeresztje (2008)